# Sostanza tigroide
La sostanza tigroide o sostanza cromofila o corpo di Nissl è una sostanza formata da piccole masserelle di reticolo endoplasmatico rugoso all'interno del citoplasma del neurone, simili a sfere. Il nome deriva da Franz Nissl, un neuropatologo tedesco, che ne ha scoperto la presenza.
In una colorazione istologica in ematossilina-eosina si notano nel citoplasma delle zolle fortemente ricche in ematossilina; ciò significa che in queste zolle, colorate in blu, all'interno di un citoplasma colorato in rosa, sono contenuti materiali di origine nucleare. In realtà è RNA e quelle zolle sono costituite da RE rugoso e ribosomi liberi. Queste zolle sono le sostanze di Nissl . Altre colorazioni possono essere fatte con il blu di toluidina, la tionina oppure il cresil violetto (tutti coloranti basici essendo la sostanza tigroide acida e quindi basofila).
Il tessuto nervoso è costituito da alcune unità funzionali: i neuroni. Questi hanno la capacità  di eccitarsi (rispondere agli stimoli), e di condurre uno stimolo.

Dal punto di vista citologico, sono costituiti da un corpo, da dendriti e da un assone. Il corpo è di forma varia e al suo interno contiene il nucleo ed il citoplasma, al cui interno sono presenti diversi organelli tipici: apparato di Golgi, neurofilamenti, neurotubuli, granuli di pigmento, e la sostanza tigroide, formata dal reticolo endoplasmatico rugoso e ribosomi.
Quando i corpi di Nissl sono microscopicamente altamente "visibili", i neuroni riflettono un alto livello di sintesi proteica.